# Кауденбит
Кауденби́т — вольный город в Западном Файфе, Шотландия. Он находится в 5 милях к северо-востоку от Данфермлина и в 18 милях к северу от столицы, Эдинбурга. Город вырос вокруг обширных угольных месторождений области и получил статус вольного города в 1890 году. По оценке 2008 года, в городе проживают 11640 человек.

## История
Наиболее ранние следы деятельности человека в непосредственной близости от современного Кауденбита представляли собой сосуды с сожжёнными человеческими останками времён конца бронзового века, они были найдены в 1928 году. Статья А. Д. Лакайла подробно описывает обнаружение кладбища позднего бронзового века около Толли Хилл. В одной из обнаруженных урн содержались фрагменты обработанного камня, который мог использоваться в экономической деятельности и торговле.
Нет никаких свидетельств о первых постоянных жителях в районе современного Кауденбита, первым достоверным фактом является появление в Бит Кирке приходской церкви в 1429—1430 годах, которая служила координационным центром для обслуживания окрестностей. Самое раннее письменное упоминание о Бите (Бете) было найдено в уставе Инчколмского аббатства от 6 марта 1178 года. В этом уставе упоминается часовня Бета. Хотя принято считать, что слово «Бит» на гэльском языке означает «берёза», П. В. Браун предполагает, что слово означает «обитель» или «поселение». В 1643 году приход был отделён от Далгети-Бей и Эдинбурга. Эта знаменательная дата предшествовала строительству новой церкви в 1640 году при Бите, чтобы заменить прежнее святилище, которое пришло в упадок.
По 1790 году есть данные, что приход Бита составлял около 100 семей, чьи средства к существованию зарабатывались за счёт земледелия. Тот факт, что церковь Бита обслуживала очень большую площадь, привёл к постройке дорог, большинство из них по сей день ориентированы на правостороннее движение. Эта церковь была заменена другой (функционирует и сейчас), построенной в 1832 году и расширенной в 1886 году.
Кауденбит получил известность в 1820 году как остановка на королевском маршруте в Перт. В действительности, окружение королевы Виктории остановилось на въезде в Кауденбит, чтобы сменить лошадей на пути в замок Балморал во время её первой поездки в Шотландию в 1842 году. Постоялый двор и старый двор были созданы на стыке дорог из Северной Квинсферри, Перта, Данфермлина и Эдинбурга. Когда была построена новая магистраль от Квинсферри в Перт, гостиница приобрела большее значение.
До 1850 года Кауденбит был просто скоплением ферм в приходе Бит. Этот район был разделён на четыре округа по именам местных ферм: Киркфорд, Фоулфорд, Уайт Трешес и кауденбитская ферма, они были расположены недалеко от места, где сейчас находится Центральный парк. Жители этих мест, которые фактически слились в один город, встретились на собрании, чтобы придумать название для развивающегося города. Окончательным решением должен был стать выбор между Уайт Трешес и Кауденбитом, большую поддержку получил последний вариант. Появление компании «Окли Айрон» в 1850 году произвело долгосрочное воздействие на Кауденбит и сделало город центром угледобывающей промышленности на почти 100 лет. Шахты были вырыты в непосредственной близости от старого Фоулфорда. Целью была добыча руды, также было сделано открытие угольных пластов, и карьеры были почти на всей территории города. До этого уголь добывался в Форделле на протяжении более века, но открытие угольных пластов на малой глубине в Кауденбите стало своеобразным «приятным сюрпризом», учитывая большую глубину залегания угольных пластов в Форделле и ошибочное мнение, что пласты в Кауденбите были на такой же глубине (из-за чего они были почти не разработанными).
В 1850-х угольные карьеры Келти, Лочгелли, Донибристл, Форделл и Хил оф Бис окружили деревню Кауденбит. Однако на большей части площади, которая позже стала вольным городом Кауденбит, горнодобывающая деятельность велась менее интенсивно. Гибсон из Хил оф Бис и Саймс из Картмора открыли небольшие карьеры в районе Юбилейного парка на южной границе с городом, другие мелкие карьеры работали в непосредственной близости от Юнион-стрит. Тем не менее, ситуация изменилась, когда (в противовес ранним спекуляциям) компания «Окли Айрон» доказала, что область была богата железом и углем. Открытие железной дороги Данфермлин-Торнтон через Кауденбит в 1848 году повысило перспективы добычи и карьеры появились буквально в каждом уголке области, в первую очередь для добычи железной руды, но когда это стало нерентабельным примерно в конце 1870-х годов, угольная промышленность стала доминирующей.
Компания «Форт Айрон» в 1860 году стала правопреемником «Окли Айрон», затем объединилась с кауденбитской угольной компаней в 1872 году. Когда файфская угольная компания впоследствии в 1896 году стала лидером в отрасли, карьеры кауденбитской угольной компании получили такую номенклатуру: Ламфиннанс № 1, 2, 7, 11; Кауденбит № 3, 7, 9; Фоулфорд № 1 и Моссбит. Это фактически сделало файфскую угольную компанию одним из крупнейших угольных горнодобывающих концернов в Шотландии. Благодаря подъёму в горнодобывающей деятельности, население Кауденбита увеличилось в два раза (с 4000 до 8000 чел.) в течение десяти лет с 1890 по 1900 год, город получил прозвище «Чикаго Файф». Это было значительное увеличение населения, учитывая, что в 1820 году оно составляло 120 человек.
Степень важности кауденбитской добычи угля на рубеже веков (ок. 1900 года) было столь высокой, что там открылись несколько институтов горнодобывающей промышленности. Штаб-квартира Ассоциации файфских горняков была открыта на Виктория-стрит 8 октября 1910 года, первая горноспасательная станция в Кауденбите была открыта 4 ноября 1910 года на Стенхаус-стрит, напротив средней школы. Централ Уоркс (его обычно называют «цех») был построен в 1924 году файфской угольной компанией, чтобы централизовать руководящий состав и чтобы справиться с большим объёмом работы и технического обслуживания производства, что было вызвано интенсивной программой механизации шахт.
Другим важным связанным с горнодобывающей промышленностью заведением, которое отражало растущий статус Кауденбита в плане передовой технологии добычи, была шахтёрская школа Файфа, построенная в 1895 году. Школа первоначально состояла из двух классов в другой школе, Броад Стрит, позже она была переведена в подвал средней школы на улице Стенхаус. В 1936 году файфское горнодобывающее училище приобрело своё собственное здание, построенное на месте старого дома Вудсайд на Броад-стрит. Новое училище было возведено за £ 22500 и было открыто 22 марта Эрнестом Брауном, депутатом, а затем парламентским секретарем шахтёрского департамента. Училище готовило учеников во всех аспектах добычи и торговли, однако во время обеих мировых войн его назначение менялось, когда оно было использовано для обучения женщин, работавших на производстве боеприпасов. Школа была закрыта в 1976 году, что отражает снижение роли угледобывающей промышленности в городе.

## География
Кауденбит расположен в юго-западном Файфе, рядом с большим городом Данфермлин. Город находится в холмистой низменности на юго-восток от Очил Хиллз. В то время как большая часть площади Кауденбита находится на одном уровне, значительная часть города поддалась оседанию в результате сооружения сети шахт и туннелей, лежащих в основе города. В частности, имеются фотографии Хай-стрит, опубликованные в «Стенлейк Пабликэйшнз», которые изображают улицу примерно в 1900 году, и показывают плоскую Хай-стрит. Можно было просмотреть всю её протяжённость с севера на юг под большим железнодорожным мостом. Это невозможно сегодня, так как оседание Хай-стрит было настолько велико, что железнодорожный мост теперь заслоняет вид из одного конца в другой.
Южная и восточная границы Кауденбита очерчены главной дорогой A92 в Керколди, а за её пределами находятся торфяник и топливный завод «Mossmorran».
Западный периметр Кауденбита переходит в соседнюю деревню Хил оф Бис, он ограничен природным ландшафтом пологих склонов холма и Лох Фитти. Близость автомагистрали М90 на юге Кауденбита и на востоке (в меньшей степени) также служит ориентиром для определения его нижней границы.
Северная граница Кауденбита характеризуется сельским пейзажем, который сливается с парком Лохор Мидоус Каунти («Мидис»). Там раньше находились шахты, там же жили их хозяева (включая шахту Мэри, подъёмные механизмы которой остались в парке как памятник шахтёрского наследия). В настоящее время парк является местом, которое предоставляет возможность провести досуг и отдохнуть на открытом воздухе.

## Спорт и развлечения
Кауденбитский развлекательный центр расположен на Пит Роуд, рядом с Центральным парком в центре города и имеет бассейн, тренажёрный зал, крытые спортивные площадки и три поля для игры в теннис или футбол. За пределами центра досуга находится небольшой скейтпарк. Есть ряд игровых полей, расположенных вокруг города.
Большой «Общественный парк» расположен к северу от города. Он был создан в 1910 году и официально открыт через год. Предприятие в значительной степени финансируется Гётеборгской системой публичных домов (Швеция), которая пожертвовала более 7000 фунтов на эту инициативу. В период расцвета парке славился оркестром, детским бассейном и другими развлечениями, он был центром различных видов досуга и местом проведения ежегодного банкета «Store» (кооперативное общество). Хотя большинство из этих удобств давно уже не предлагаются парком, за ним по-прежнему ухаживают местные власти и обеспечивает общественное открытое пространство для всех посетителей.
В Кауденбите также есть гольф-клуб, который первоначально представлял собой 9 лунок на территории старой шахты Дора. Работы начались в 1988 году, поле было завершено и готово для игры в 1991 году. Длина поля составляла 3315 ярдов. Это поле было расширено до 18 лунок и открыто сэром Майклом Боналлаком в 1996 году. Длина поля теперь составляет 6207 метров. Новый клуб был построен и официально открыт 6 декабря 1998 года экс-мэром Джеймсом Кэмероном, который открыл первый клуб. Гольф-клуб располагался в северной части города и работал до второй мировой, благодаря соседству с гольф-клубом один из ныне снесённых домов носил название «Golf View».

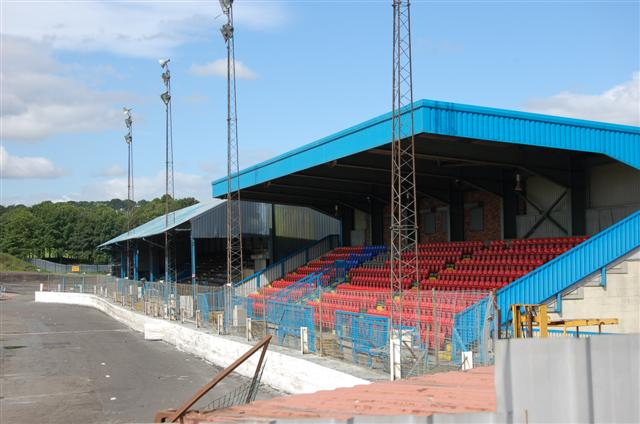
Стадион «Централ Парк»

В городе есть стадион «Централ Парк», открытый в 1917 году в центре Кауденбита. Он является домашней ареной для футбольного клуба «Кауденбит» и имеет максимальную вместимость 5270 зрителей (1620 — крытая зона).
Стадион имеет асфальтированные дорожки, окружающие футбольное поле, они также используются для автогонок. В 1995 году было объявлено, что стадион был продан из-за реконструкции. Были идеи постройки нового стадиона. «Централ Парк» является самым северным треком в Великобритании для спидвея. Гоночная команда, базировавшаяся в Кауденбите, была известна как «Файф Лайонс» и состояла из гонщиков из «Эдинбург Монархс» и «Глазго Тайгерс», она выступила в серии гонок против команд высшей лиги. Трек для спидвея, который принял 8 гонок, включая заезды отборочного раунда чемпионата мира, был необычен тем, что имел в наличии отбойную кирпичную стену.
Футбольный клуб «Кауденбит» выступает в Первом дивизионе, лучшим достижением клуба является пятое место в высшей лиге в сезоне 1924/25.

## Другие услуги
Госпиталь расположен на Стенхаус-стрит. Библиотека расположена в северной части Хай-стрит. Полицейский участок в 2012 году переехал в бывшее кооперативное здание на Брантон Хаус. Почтовое отделение находится рядом с Брантон Хаус на южном конце Хай-стрит. Здание ратуши из красного песчаника расположено на северном конце Хай-стрит. В такой же песчаник облицована средняя школа на улице Стенхаус (основная конструкция которой сделана из железобетона). Похожий камень можно увидеть на стене границы школы, которая ограждает два небольших здания школы и мастерскую.

## Образование
В городе есть три начальные школы. Кауденбитская начальная школа расположена в южной части города. Фоулфордская начальная школа находится в северной части города. Начальная школа Брайд, единственная римско-католическая, обслуживает также Кроссгейтс, Хил оф Бис и Ламфиннанс. Некоторые ученики, живущие на северо-востоке и юго-западе от города, посещают ламфиннанскую и хил-оф-бисскую начальные школы соответственно.

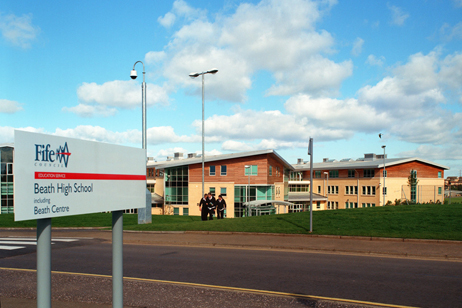
Кауденбитская высшая школа

Кауденбит также обслуживает одна средняя школа. Высшая школа была основана в 1910 году как гимназия в основном для детей местных руководителей шахт. Это внушительное здание было построено из красного песчаника и стояло на улице Стенхаус. Однако работы по добыче угля в шахте № 7, которая была в непосредственной близости от школы, вызвали значительные оседания грунта. Новая школа была открыта в 1964 году, она построена в Киркфорде рядом с местной церковью и кладбищем. В этот момент школа была разделена, старое здание стало начальной школой, оно получило прозвище «Старый Бит», в то время как новая школа называлась «Новый Бит». Старое здание было снесено в 1990-х годах, а в 2003 году «новая» школа была закрыта в связи с оседанием почвы, тогда была построена новая школа в рамках государственно-частного партнёрства. Она поддерживается финансово французской транснациональной компанией «Sodexo».
25 марта 1983 года благодаря жительнице Кауденбита Джейн Козанс изменились правила дисциплины в шотландских школах. Она получила компенсацию размером £ 11846 в Европейском суде по правам человека за отстаивание права её сына, ученика средней школы города, не нести наказание в виде порки ремнём. Таким образом, вышел запрет использования ремня для наказания в шотландских школах.

## Транспорт

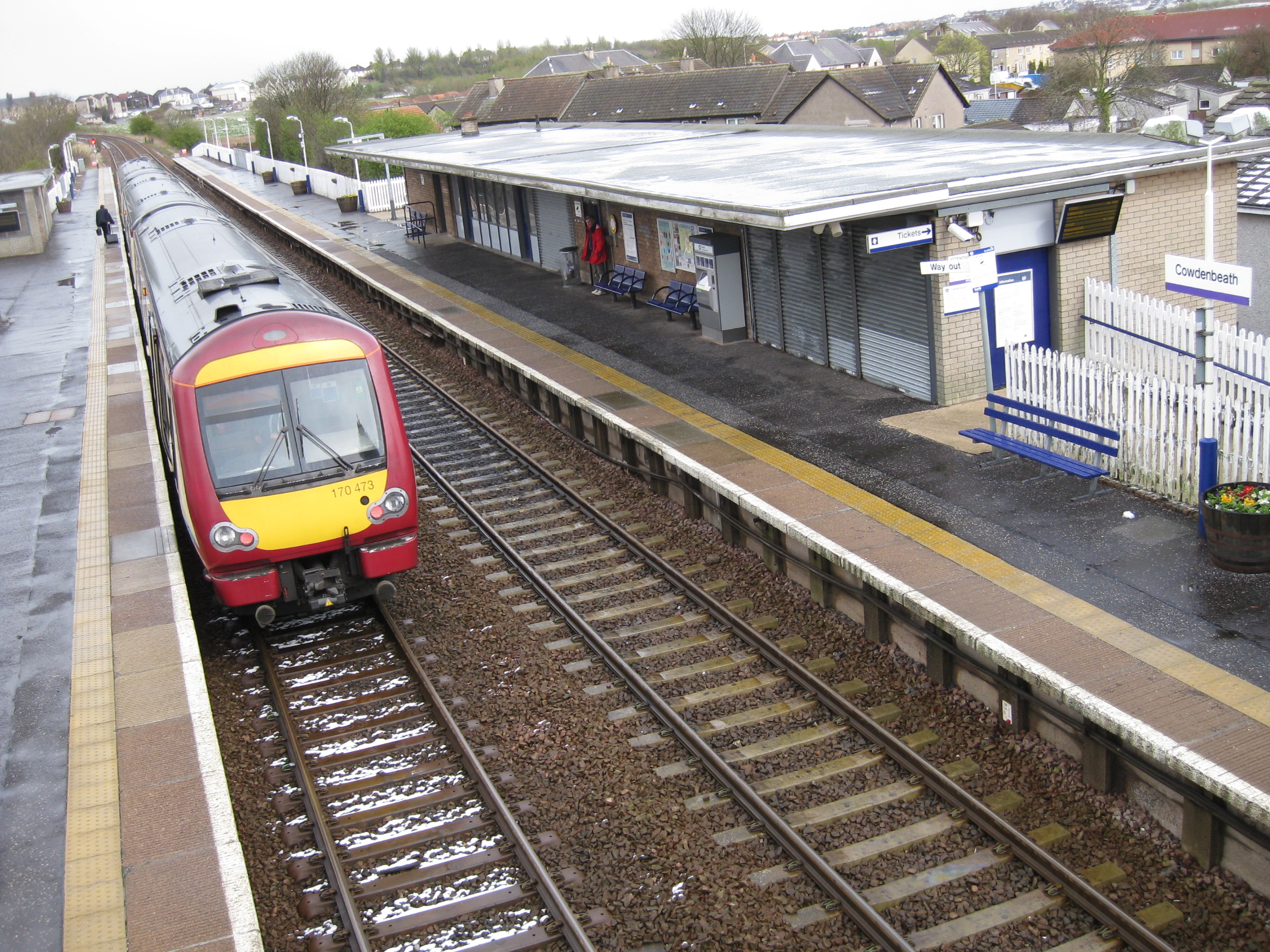
Кауденбитская железнодорожная станция

Файфская региональная дорога A92 — автомагистраль с грунтовым просветом между встречными сторонами, идёт от автомагистрали М90 (которая ведёт от Эдинбурга до Перта) в Данфермлине к Керколди (и далее в Гленротес, Данди и Абердин). A92 проходит к востоку от города с переходом на Бридж-стрит.
Кауденбитская железнодорожная станция находится недалеко от главной улицы, через крутой скат от каждой платформы. Она находится на Кольцевой линии Файфа, время поездки в Эдинбург — полчаса.